# László János (lelkész)
László János (Debrecen, 1842. február 9. – Nagybajom, 1892. december 11.) református lelkész.

## Élete
László Sándor földbirtokos és Lengyel Rozália fia. A gimnáziumot szülővárosában végezte, közben 1856-ban a német nyelv elsajátítása végett szülei Lőcsére küldték, ahol tíz hónapot töltött. 1859-ben tette le az érettségi vizsgát Nagyváradon. Ezután a papi pályára lépett és a négy évi teológiát a debreceni főiskolában hallgatta; ezt elvégezvén, a tanári kar köztanítósággal bízta meg. 1866-ban letette az első lelkészképesítő vizsgát és a biharnagybajomi református egyház meghívta időközi segédlelkészének. Néhány hónap múlva visszament Debrecenbe s ott a contrascribai állást töltötte be az 1866-67. iskolai év végeig. A nagybajomi egyház 1867 őszén kiküldte külföldre, ahol a heidelbergi egyetem hallgatója volt egy évig. Hazajövén, letette a második lelkészképesítő (papi) vizsgát, mely után 1868-ban a nagybajomi egyház meghívta lelkészének; később a debreceni egyházmegyének levéltárnoka, tanácsbirája és főjegyzője volt. Az 1880-as években erős szembaj kezdte gyötörni, később már alig látott; egyéb mellékkörülményen kívül hihetőleg a vakságtól való félelem vezette főként ama rettentő elhatározásra, hogy saját kezével vessen véget életének.
A sárospataki tanárok életrajzát nagyobb megszakítással a Sárospataki Lapokban közölte az 1880-as évek elejétől 1890-ig; (ezen életrajzokat ipája Soltész János sárospataki tanár feljegyzései után írta); írt több egyházi irányú cikket, melyek a protestáns egyházi lapokban, így a Protestáns Egyházi és Iskolai Lapban (1884) és a Debreczeni Protestáns Lapban jelentek meg.

## Munkája
- Beszéd és ima, melyeket a nagybajomi ref. egyház új harangjainak a toronyba történt behelyezése alkalmából mondott. Sárospatak, 1874.